# Piazza del Milite Ignoto (Gaza)

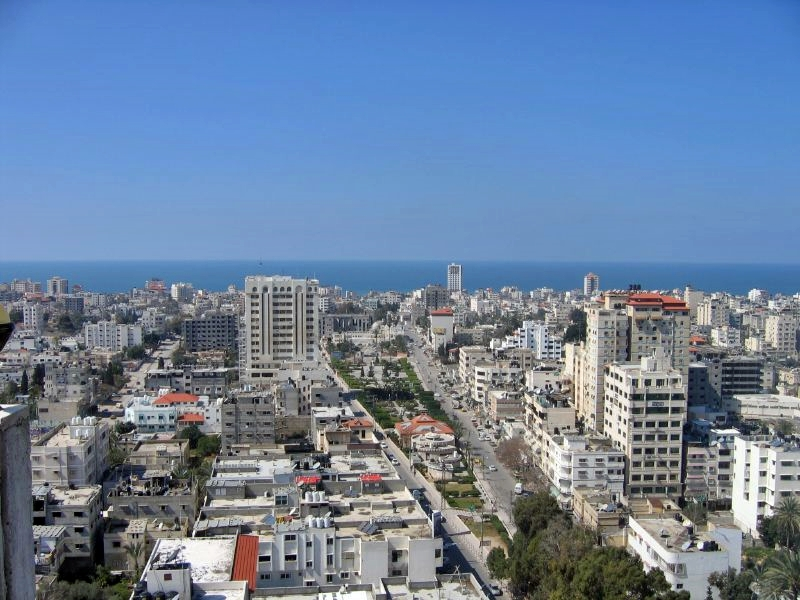
La piazza vista da sud-est nel 2006.

Piazza del Milite Ignoto o Piazza del Soldato (in arabo  ميدان الجندي المجهول ‎?, Midan al-Jundi al-Majhool) è una piazza cittadina di Gaza, nella Striscia di Gaza dello Stato di Palestina, situata lungo la Via ʿUmar al-Mukhtār lo Sceicco dei Màrtiri (Shaykh al-Shuhadāʾ) o Il Leone del deserto (Asad al-ṣaḥrāʾ), cirenaico, guidò la resistenza anticoloniale contro gli italiani negli Anni 1920 ed è considerato in Libia un eroe nazionale), nel distretto (hayy) di Rimal, a ovest del centro città.
Un tempo era un grande giardino pubblico, con al centro il monumento-statua al Milite Ignoto, frequentato dai disoccupati di Gaza durante il giorno e dalle famiglie che passeggiavano la sera.
Durante la Guerra di Gaza (2023), le truppe di occupazione israeliane usarono i bulldozer per spianare la Piazza.
Ora la Piazza è una distesa di macerie e materiali di risulta, tutti gli alberi sono stati sradicati ed il parco giochi è stato distrutto.

## Storia della piazza e del memoriale
Piazza del Milite Ignoto o piazza del Soldato prende il nome da 8 soldati (Fidāʾiyyūn) arabo-palestinesi (5 Egiziani e 3 Palestinesi) ignoti morti durante la Guerra arabo-israeliana del 1948 e sepolti in questo luogo sotto il Memoriale (monumento-statua).
La Piazza fu costruita dall'esercito egiziano all'inizio degli anni '50.
Il monumento-statua al Milite Ignoto fu costruito nel 1957 per ordine del Presidente egiziano Gamāl ʿAbd al-Nāṣir Ḥusayn per rappresentare i sacrifici dei 2 Popoli fraterni, palestinesi ed egiziani, e la loro difesa dei diritti nazionali, nonché la dignità e l'orgoglio di entrambe le Nazioni.
Il piedistallo, in cemento ricoperto di lastre di marmo bianco era alto circa 2 metri e si ergeva su un basamento di 6 gradini di marmo bianco.
In alto si trovava una statua bianca di un soldato in equipaggiamento militare, con berretto e senza elmetto, che teneva con la sua mano destra un Mitra "Akaba", mentre con l'indice della mano sinistra indicava verso est (Gerusalemme).
Sui 4 lati del basamento, su lastre di marmo c'erano le seguenti scritte (in senso antiorario):
- 1º lato (frontale): una mappa della Palestina, con un versetto del Corano: Sūra 3 "al-ʿImrān" - Āyāt (Versetto) 169, inscritto sotto di essa: "Non considerare morti quelli che sono stati uccisi sul sentiero di Allah. Sono vivi invece e ben provvisti dal loro Signore."[6][7]
- 2º lato (a destra): sotto una mappa del mondo arabo, i versi iniziali della poesia "ʿIiradat alhaya" ("La volontà di vivere"), del 16.09.1933, considerata una delle poesie più famose della poesia araba moderna, che sono utilizzati come versi finali dell'inno nazionale tunisino "Ḥumāt al-Ḥima" ("Difensori della Patria"), del maggior poeta tunisino Abū l-Kaçem al-Chebbi (1909-1934), che recitano: "Se un giorno il popolo vorrà vivere / Il destino sicuramente dovrà rispondere, / Le tenebre si dissiperanno / E le catene si romperanno."
- 3º lato (di dietro): i versi del poema "Nakbat Dimašq" ("La catastrofe di Damasco"), del 1926, sul brutale bombardamento francese a Damasco durante la Grande Rivoluzione Siriana, del poeta egiziano Aḥmad Shawqī (1869-1932), detto "il Principe dei Poeti" ("Amīr al-Shuʿarāʾ"), che recitano: "Il sangue di ogni uomo libero è legato alla patria, / Una mano tesa e un debito ancora da saldare."
- 4º lato (a sinistra): la bandiera palestinese con i suoi 4 colori (rosso, verde, bianco e nero), inizialmente nella sua versione che ebbe dal 1948 al 1964, ossia con la fascia superiore verde e quella inferiore nera, poi con quella normalizzata ed attuale, posta su un pennone, sotto il quale è scritta la frase: "Disperdersi ancora una volta dopo che la bandiera è stata ammainata, e sperare di farla rivivere dove il dolore ha vacillato, se Dio vuole."

Davanti il lato frontale c'era un piccolo parallelepipedo marmoreo a mo' di altare.
Durante l'occupazione israeliana di Gaza nel 1967 le truppe di occupazione israeliane abbattettero la statua e, fino almeno al 1994, Piazza del Milite Ignoto era una distesa di terra battuta con il solo piedistallo bianco (resto del Memoriale) al centro.
Nel 2000 l'Autorità Nazionale Palestinese restaurò il Memoriale, e nel novembre 2004 con l'aiuto finanziario della Norvegia, fu ricostruito il giardino pubblico sul sito, insieme a una caffetteria che serviva i visitatori della piazza.
Il 6 dicembre 2006 il Memoriale fu gravissimamente danneggiato, quando fu preso di mira da un attacco missilistico israeliano.
Il 14 giugno 2007 il Memoriale fu fatto saltare in aria da un attacco missilistico israeliano. Fu ricostruito, ma sempre in una alternanza tra distruzione e ricostruzione.
Il 14 gennaio 2023 il Memoriale la Municipalità di Gaza lo restaurò.
Il 19 gennaio 2023, i Palestinesi si riunirono nella Piazza per celebrare il rilascio di Maher Younis, un militante che fu imprigionato da Israele per 40 anni per aver fatto parte del movimento al-Fatḥ, allora bandito, e per aver ucciso un soldato israeliano.
Nel novembre 2023, le truppe di occupazione israeliane bombardarono il Memoriale ed i suoi giardini pubblici, distruggendoli completamente.
Bombardamenti che sono continuati nel tempo.
Dopo che le hanno raso al suolo il parco pubblico durante la Guerra di Gaza (2023), il parco è diventato un campo profughi per i palestinesi sfollati a causa dei bombardamenti israeliani sulla Striscia di Gaza.

## Altri Cimiteri di Guerra nella Striscia di Gaza
Nella Striscia di Gaza, insistono 4 cimiteri di guerra:
- "Gaza War Cemetery" (Prima guerra mondiale, Seconda guerra mondiale e postbelliche), con 3 691 tombe, di cui 2 696 identificate e 995 anonime.[23]
- "Ghalayini Muslim Cemetery" (Prima guerra mondiale), con 1 tomba, di cui 1 identificata e 0 anonime.[24]
- "Deir El Belah War Cemetery" (Prima guerra mondiale), con 732 tombe, di cui 724 identificate e 8 anonime.[25]
- "Deir El Belah Egyptian Cemetery" (Prima guerra mondiale), con 285 tombe, di cui 0 identificate e 285 anonime.[26]